# Списак језика

## Породице језика и изоловани језици

### Европа, ЈугозападнаАзија, СевернаАфрика
- Индоевропска породица
- Севернокавкаска породица
- Јужнокавкаска породица
- Дравидска породица
- Афроазијска породица
- Баскијски (изолат)
- Бурушаски (изолат)

### СевернаЕвроазија
- Уралска породица
- Алтајска породица
- Чукотско-Камчатска породица
- Јенисејско-Остјачка породица
- Јукагирска породица
- Гиљачки (изолат)
- Аину (изолат)
- Јапански (изолат)
- Корејски (изолат)

### ЈугоисточнаАзија
- Кинеско-Тибетска породица
- Хмонг-Миен породица
- Тајска породица
- Аустро-Азијска породица
- Аустронезијска породица
- Нихали (изолат)

### Африка
- Нигер-Конгоанска породица
- Нилско-Сахарска породица
- Којсанска породица
- Мбугу (изолат)

### Америка
- Америндијанска породица
- На-Дене породица
- Ескимско-Алеутска породица

### АустралијаиОкеанија
- Аустралијска породица
- Индо-Пацифичка породица
- Андаманска породица
- Тасманијска породица

## Спорна класификација
Поред генерално прихваћене језичке класификације, постоје и извесне хипотезе о даљој класификацији у макро-језичке породице. Међутим, један број лингвиста овакву класификацију оспорава због недовољно доказа који иду у прилог томе. Овде се налази списак ових хипотетичних макро-породица језика:

### Кавкаска породица
- Северно-Кавкаска група
- Јужно-Кавкаска група

### Уралско-Јукагирска породица
- Уралска група
- Јукагирска група

### Уралско-Алтајска породица
- Уралска група
- Алтајска група
- Јапански
- Корејски

### Корејско-Јапанска породица
- Јапански
- Корејски

### Евро-Азијска породица
- Индо-Европска група
- Јужно-Кавкаска група
- Алтајска група
- Уралска група
- Јукагирска група
- Јапански
- Корејски
- Аину
- Гиљачки

### Ностратичка породица
- Индо-Европска група
- Афро-Азијска група
- Јужно-Кавкаска група
- Дравидска група
- Алтајска група
- Уралска група
- Јукагирска група
- Чукотско-Камчатска група
- Ескимско-Алеутска група
- Јапански
- Корејски
- Аину
- Гиљачки

### Дене-Кавкаска породица
- Северно-Кавкаска група
- Кинеско-Тибетска група
- Јенисејско-Остјачка група
- На-Дене група
- Баскијски
- Бурушаски

### Еламитско-Дравидска породица
- Дравидска група
- Еламитски (мртав језик)

### Аквитанско-Баскијска породица
- Баскијски
- Аквитански (мртав језик)

### Конгоанско-Сахарска породица
- Нигер-Конгоанска група
- Нилско-Сахарска група

### Аустро-Тајска породица
- Тајска група
- Аустронезијска група

### Аустричка породица
- Тајска група
- Аустро-Азијска група
- Аустронезијска група
- Хмонг-Миен група
- Аину

### Пацифичка породица
- Аустралијска група
- Индо-Пацифичка група
- Андаманска група
- Тасманијска група

### Палео-Сибирски језици
- Чукотско-Камчатска група
- Јенисејско-Остјачка група
- Јукагирска група
- Ескимско-Алеутска група
- Гиљачки